# Rikke Hørlykke
Rikke Hørlykke Jørgensen, född 2 maj 1976, är en dansk tidigare handbollsspelare (mittnia).

## Karriär i klubbar
Rikke Hørlykke har spelat för Ballerup, Værløse Håndboldklub, Virum-Sorgenfri HK, Lützellinden i Tyskland, FIF, Hørlykke spelade för GOG under tre år, men sen lockades hon till Anja Andersen och Slagelses Dream Team. Med Slagelse vann hon Champions League och DM-guld 2005. 2006 avslutade hon sin karriär när hon var gravid. Hon gjorde en kort comeback 2012-2013 på lägre nivå.

### Landslagskarriär
Hørlykkes debut i landslaget var mot Sverige den 30 augusti 2000 och den matchen vann Danmark med utklassningssiffrorna 31-13.  Hon spelade sedan 125 landskamper och gjorde 234 mål i landslaget. Sista landskampen var 18 december 2005 mot Ungern  i en förlust 24-27. Med landslaget vann hon EM-guld  på hemmaplan 2002. Hon ingick i det danska lag som tog OS-guld i damernas turnering i samband med de olympiska handbollstävlingarna 2004 i Aten. 2004 var hon med och tog EM-silver.

### Efter karriären
Rikke Hørlykke medverkade  2007 i  danska TV 2:s  fredagsunderhållningsprogram Vild med dans. 2006 debuterade hon som värdinna i ett handbollsprogram på TV3+. Rikke Hørlykke var sedan värd på den nya Kanal 5:s sportprogram Spartan Danmark med start den 28 oktober 2016 i Frederiksværk. Hørlykke arbetar 2019 också som personlig tränare på Kurhotel Skodsborg. Hon gifte sig 2000 med handbollsspelaren Klavs Bruun Jørgensen, som sedan 2015 är förbundskapten för Danmarks damlandslag i handboll. De blev föräldrar 2006, och då slutade Hørlykke med handboll i juni 2006.

## Klubbar
- Ballerup HK
- Værløse HK
- Virum-Sorgenfri HK (–1998)
- TV Lützellinden (1998–1999)
- FIF Håndbold (1999–2001)
- GOG Håndbold (2001–2004)
- Slagelse DT (2004–2006)[5][6]
- FIF Håndbold (2011–2011)
- Virum-Sorgenfri HK (2012–2013)[7]

## Meriter
- OS-guld 2004
- EM-guld 2002
- EM-silver 2004
- Champions League-mästare med Slagelse 2005
- Dansk mästare 2005 med Slagelse